# Амбар са котобањом, Пазовачка 46 Голубинци
Амбар са котобањом, Пазовачка 46 Голубинци, у општини Стара Пазова, саградио га је 1913. године, мајстор Петар Дешић, из познате голубиначке мајсторске породице Дешића. Као карактеристична привредна зграда Срема, овај амбар са котобањом представља прекретницу у њиховом развоју од дрветом грађених ка зиданим амбарима и представља споменик културе од великог значаја.

## Изглед
Амбар са котобањом спада међу најразвијеније и најлепше зграде ове намене, постављен је на високи, опеком зидани сокл, искоришћен за подрум и комору између којих је слободан простор шупе, са чеоном страном на уличној линији. Амбар је грађен од усправно низаних дасака у стубове конструкције, које по средини имају мотив круга са урезаним храстовим листом. У продужетку амбара за кукуруз, изнад шупе, је складиштени простор на који се наставља и котобања са тремом ограђеним профилисаним летвама и резаним дрвеним украсима уз стубове трема. На исти начин украшени су и испусти – балкони преко којих се дрвеним степеништем пење у амбар и котобању. Чеона улична страна је зидана, са забатом изведеним на киблу, и богато декорисана лучним нишама, канелованим пиластрима са капителима, волутама и акротеријама са стране. Ограда испод чеоне стране је зидана опеком, са низом лучно завршених ниша.
Конзерваторски радови нису рађени.